# HMS Truncheon
HMS Truncheon – brytyjski okręt podwodny należący do trzeciej grupy brytyjskich okrętów podwodnych typu T. Został zbudowany jako P353 w stoczni Devonport. Jak dotychczas był jedynym okrętem Royal Navy noszącym tę nazwę.
W 1968 roku sprzedany (jako jeden z trzech okrętów typu T) do Izraela jako INS „Dolphin”. W 1977 roku złomowany.